# Philadelphia Quakers

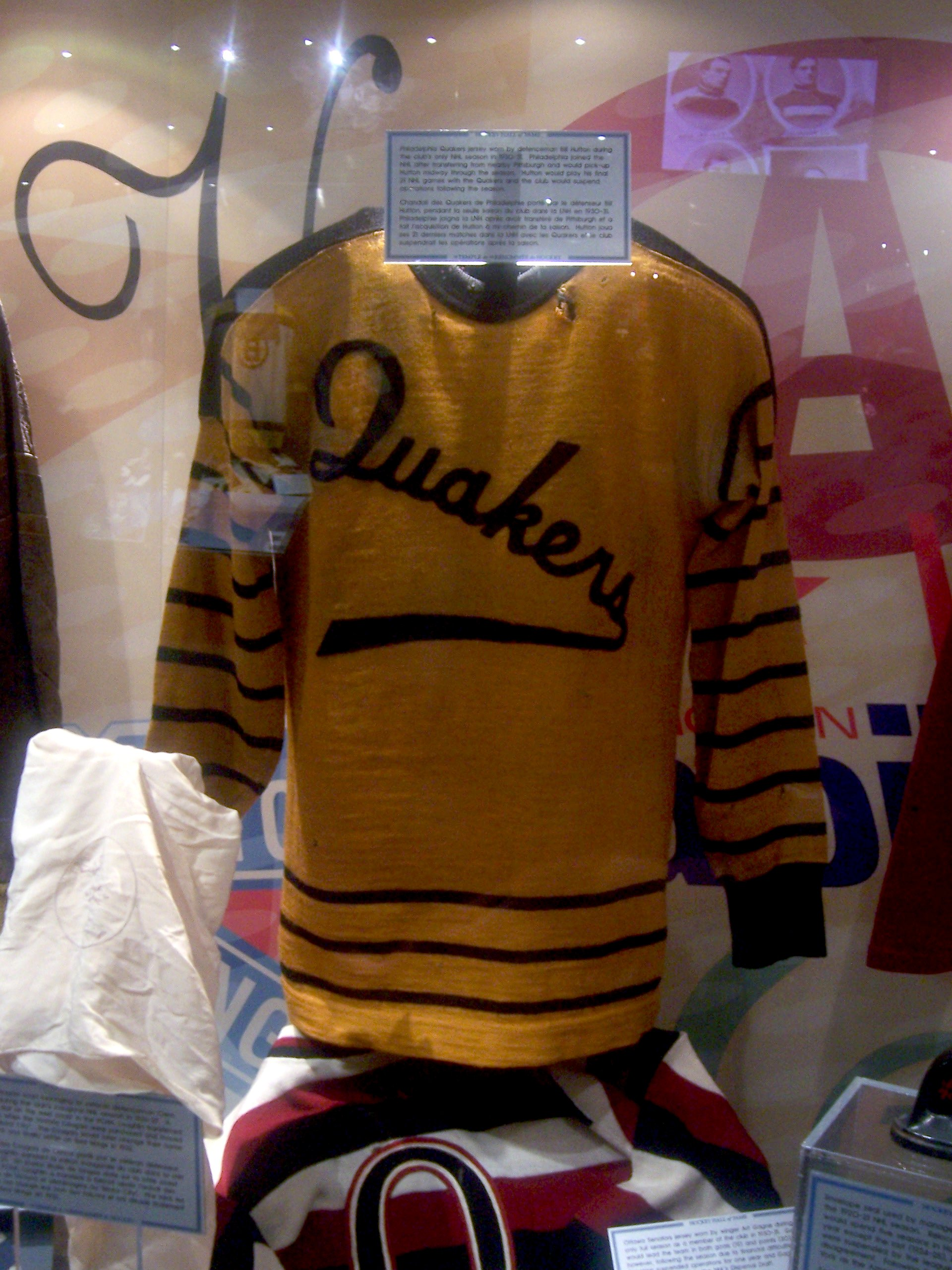
Philadelphia Quakers-tröja i Hockey Hall of Fame.

Philadelphia Quakers var en professionell ishockeyklubb i Philadelphia, Pennsylvania, som spelade en säsong i NHL 1930–31.

## Historia
Från 1925 till 1930 hette klubben Pittsburgh Pirates men flyttades till Philadelphia för att förhoppningsvis bättra på ekonomin. Det gick dåligt på isen, med bara fyra segrar och 12 poäng på hela säsongen, och klubben kom sist i sin division och publiken uteblev.
Klubben ställde in verksamheten säsongen 1931–1932 men hoppades att man skulle flytta tillbaka till Pittsburgh och där få en nybyggd ishall. Men efter att ha väntat förgäves i fem år beslöt man 1936 att lägga ner klubben för gott.

## Statistik
M = Matcher, V = Vinster, F = Förluster, O = Oavgjorda, P = Poäng, GM = Gjorda mål, IM = Insläppta mål, Utv. = Utvisningsminuter
| Liga | Säsong  | M  | V | F  | O | P  | GM | IM  | Utv. | Resultat                | Slutspel         |
| ---- | ------- | -- | - | -- | - | -- | -- | --- | ---- | ----------------------- | ---------------- |
| NHL  | 1930–31 | 44 | 4 | 36 | 4 | 12 | 76 | 184 | 477  | 5:a i American Division | Missade slutspel |